# The Principle of Moments
The Principle of Moments es el segundo álbum de estudio del cantante británico de rock Robert Plant, publicado en 1983 por su propio sello Es Paranza en el Reino Unido y distribuido en el resto de los países por Atlantic Records. Para esta producción Plant contó con el mismo equipo de músicos de su álbum antecesor, aunque en dos pistas participó como artista invitado Barriemore Barlow, baterista de Jethro Tull.
El 2007 el sello Rhino lo remasterizó con cuatro pistas adicionales: «Turnaround» que no había sido incluida en producciones anteriores y tres canciones en vivo grabadas en 1983, de las cuales destacó la versión de «Lively Up Yourself» de Bob Marley.

## Recepción comercial
El álbum obtuvo muy buenas posiciones en varias listas mundiales, por ejemplo en el Reino Unido logró la séptima posición de los UK Albums Chart y a los pocos meses la British Phonographic Industry lo certificó con disco de oro, luego de vender más de 100 000 copias. En los Estados Unidos llegó hasta el puesto 8 de la lista Billboard 200 y en 1984 fue certificado con disco de platino por la RIAA, tras superar el millón de ejemplares vendidos. Por su parte, The Principle of Moments llegó hasta el primer puesto de la lista musical de Nueva Zelanda, convirtiéndose en el primer top uno de su carrera en ese país.
Para promocionarlo se publicaron tres canciones como sencillos durante 1983, de los cuales solo dos se posicionaron en la lista de sencillos del Reino Unido; «Big Log» en el puesto 11 y «In the Mood» en el lugar 81. Por su parte, los sencillos lograron mejores resultados en las listas de los Estados Unidos, ya que «Big Log» alcanzó la posición 20 y «In the Mood» llegó hasta el puesto 39 en los Billboard Hot 100 respectivamente. A su vez, ambas ingresaron en los Mainstream Rock Tracks en el lugar 6 y 4 respectivamente, mientras que «Other Arms» llegó hasta el primer lugar, siendo su primer sencillo en lograr dicha posición en mencionada lista.

## Lista de canciones
| N.º | Título                             | Escritor(es)                      | Duración |  |
| 1.  | «Other Arms»                       | Plant, Blunt                      | 4:20     |  |
| 2.  | «In the Mood»                      | Plant, Blunt, Martínez            | 5:19     |  |
| 3.  | «Messin' With the Mekon»           | Plant, Blunt, Martinez            | 4:40     |  |
| 4.  | «Wreckless Love»                   | Plant, Blunt                      | 5:18     |  |
| 5.  | «Thru' With the Two Step»          | Plant, Blunt, Martinez            | 5:33     |  |
| 6.  | «Horizontal Departure»             | Plant, Blunt, Martinez, Woodroffe | 4:19     |  |
| 7.  | «Stranger Here... Than Over There» | Plant, Blunt, Martinez, Woodroffe | 4:18     |  |
| 8.  | «Big Log»                          | Plant, Blunt, Woodroffe           | 5:03     |  |

| Pistas adicionales en remasterización de 2007 |                                                      |                                   |          |  |
| N.º                                           | Título                                               | Escritor(es)                      | Duración |  |
| 9.                                            | «In the Mood» (en vivo, grabado en 1983)             | Plant, Blunt, Martinez            | 7:35     |  |
| 10.                                           | «Thru' With the Two Step» (en vivo, grabado en 1983) | Plant, Blunt, Martinez            | 11:11    |  |
| 11.                                           | «Lively Up Yourself» (en vivo, grabado en 1983)      | Bob Marley                        | 3:04     |  |
| 12.                                           | «Turnaround»                                         | Plant, Blunt, Martinez, Woodroffe | 4:55     |  |

## Posicionamiento en listas musicales
| País           | Lista (1983)                     | Posición |
| -------------- | -------------------------------- | -------- |
| Alemania       | Media Control Charts             | 51       |
| Australia      | Kent Music Report                | 10       |
| Canadá         | RPM Top 100 Albums               | 6        |
| Estados Unidos | Billboard 200                    | 8        |
| Nueva Zelanda  | Official New Zealand Music Chart | 1        |
| Países Bajos   | Dutch Top 100 Album              | 3        |
| Reino Unido    | UK Albums Chart                  | 7        |
| Suecia         | Sverigetopplistan                | 41       |

| País          | Lista (1983)                     | Posición |
| ------------- | -------------------------------- | -------- |
| Canadá        | RPM Top 100 Albums               | 19       |
| Nueva Zelanda | Official New Zealand Music Chart | 17       |
| Países Bajos  | Dutch Top 100 Albums             | 26       |

## Certificaciones discográficas
| País           | Organismo certificador | Certificación | Ventas certificadas | Ref.   |
| -------------- | ---------------------- | ------------- | ------------------- | ------ |
| Australia      | ARIA                   | Oro           | 35 000              | [ 13 ] |
| Canadá         | CRIA                   | Oro           | 50 000              | [ 14 ] |
| Estados Unidos | RIAA                   | Platino       | 1 000               | [ 6 ]  |
| Nueva Zelanda  | RIANZ                  | Platino       | 15 000              | [ 15 ] |
| Reino Unido    | BPI                    | Oro           | 100 000             | [ 4 ]  |

## Músicos
- Robert Plant: voz
- Robbie Blunt: guitarra eléctrica y acústica
- Paul Martinez: bajo
- Jezz Woodroffe: teclados
- Phil Collins: batería
- Barriemore Barlow: batería en «Wreckless Love» y «Stranger Here... Than Over There»
- Ray Martinez y John David: coros
- Bob Mayo: guitarra, teclados y coros en pistas adicionales en vivo